# Johannes Lepper
Johannes Lepper (* 1960 in Ratingen) ist ein deutscher Schauspieler, Theaterregisseur und Intendant.

## Leben und Wirken
Nach einer Ausbildung zum Steinbildhauer 1979, begann er ab 1984 eine Ausbildung zum Schauspieler an der Westfälischen Schauspielschule Bochum. Ab 1987 erhielt er erste Engagements als Schauspieler am Schauspiel Bonn, Theater Dortmund und dem Jungen Theater Göttingen. Von 1993 bis 1994 war er Regieassistent am Theater Oberhausen u. a. bei Klaus Weise und Stephan Kimmig. In dieser Zeit inszenierte er 1993 „Nothing Special, ein kurzer Abend mit Andy Warhol zu Gast Franz Kafka“ im Malersaal Theater Oberhausen und 1994 „Volksvernichtung oder meine Leber ist sinnlos“ von Werner Schwab am Jungen Theater Göttingen.
Ab 1994 arbeitete er als Regisseur, in Göttingen „Die Dreigroschenoper“ von Brecht/Weill, in Oberhausen „Die Räuber“ von Friedrich Schiller (ausgezeichnet mit dem Oberhausener Theaterpreis), in Koblenz „Die Soldaten“ von Jacob Michael Reinhold Lenz und in Berlin am Maxim Gorki Theater „Die Katze auf dem heißen Blechdach“. Von 1999 bis 2003 war er Intendant des Schlosstheater Moers und danach bis 2008 Intendant des Theater Oberhausen. Seit 2008 arbeitet er wieder als freier Regisseur unter anderem am Staatstheater Karlsruhe, dem Schauspiel Bonn, Konzert Theater Bern, dem Theater Ingolstadt, dem Schauspiel Dortmund, dem Vorarlberger Landestheater, dem Staatstheater Wiesbaden, Theater Freiburg und den Duisburger Akzenten.
Johannes Lepper ist verheiratet mit der Schauspielerin und Kostümbildnerin Sabine Wegmann. Die Dramatikerin Anne Lepper ist Nichte von Johannes Lepper.

## Außenprojekte
- 1999 „Die Verwandlung“ Kafka/Berkoff in der Lutherkirche Oberhausen.
- 2000 „Dantes Inferno“ nach Dante Alligheri im Schlosspark Moers.
- 2006 „Parzival“ Dorst/Ehler im Gasometer Oberhausen.
- 2007 „Peer Gynt“ Ibsen ein Projekt mit Schauspielern, Musikern und dem finnischen Chor der schreienden Männer „Huutajat“ im Gasometer Oberhausen.
- 2007 „Freiheit!Gleichheit!Brüderlichkeit!“ nach Georg Büchner und Federico Fellini im Gasometer Oberhausen
- 2010 „Ghost of Chance“, Projekt nach Burroughs/Tschechow/Shakespeare im Duisburger Hafen anlässlich der Local Hero Woche für die Duisburger Akzente.
- 2010 „Ithaka“ nach Homer/Hesse das Abschlussprojekt der Stadt Duisburg zur Ruhr 2010 im Duisburger Innenhafen.
- 2012 „3rd floor, mercator“ nach Schalansky/Shakespeare im Rahmen der 34.Duisburger Akzente im MercatorQuartier Duisburg.
- 2014 „Supermarket. Superstars.“ von Johannes Lepper in der Liebfrauen Kirche Duisburg.

## Inszenierungen (Auswahl)
- 1991 „Lenz“ von Georg Büchner an den Städtischen Bühnen Dortmund
- 1993 „Nothing Special ein kurzer Abend mit Andy Warhol und Franz Kafka“ im Malersaal Theater Oberhausen
- 1994 „Volksvernichtung oder meine Leber ist sinnlos“ von Werner Schwab am Jungen Theater Göttingen
- 1994 „Kalldewey Farce“ von Botho Strauss am Theater Oberhausen
- 1995 „Tartuffe“ von Molière am Theater Oberhausen
- 1996 „Die Räuber“ von Friedrich Schiller am Theater Oberhausen
- 1997 „Die Dreigroschenoper“ von Bertolt Brecht/Kurt Weill am Theater Koblenz
- 1998 „Die Katze auf dem heißen Blechdach“ von Tennessee Williams am Maxim Gorki Theater Berlin
- 1999 „Peer Gynt“ von Henrik Ibsen am Theater Oberhausen
- 1999 „Die Verfolgung und Ermordung Jean Paul Marats dargestellt durch die Schauspielgruppe des Hospizes zu Charenton unter Anleitung des Herrn de Sade“ von Peter Weiss am Schlosstheater Moers
- 2000 „Kriemhilds Rache/Atta Troll“ (DE) nach Friedrich Hebbel und Heinrich Heine am Schlosstheater Moers
- 2001 „Geschichten aus dem Wienerwald“ von Ödön von Horváth am Theater Oberhausen
- 2002 „Merlin“ von Tankred Dorst/Ursula Ehler am Staatstheater Dresden
- 2003 „König Ödipus“ von Sophokles am Theater Oberhausen
- 2004 „Die Hermannsschlacht“ von Heinrich von Kleist am Theater Oberhausen[3]
- 2005 „König Lear“ von William Shakespeare am Theater Oberhausen
- 2006 „Parzival“ von Tankred Dorst/Ursula Ehler im Gasometer Oberhausen
- 2006 „Penthesilea“ von Heinrich von Kleist am Theater Oberhausen
- 2008 „Die Ratten“ von Gerhart Hauptmann am Theater Oberhausen
- 2009 „Verraten“ (DE) von George Packer am Badischen Staatstheater Karlsruhe
- 2009 „Die Kontrakte des Kaufmanns“ von Elfriede Jelinek am Badischen Staatstheater Karlsruhe
- 2010 „Der Theatermacher“ von Thomas Bernhard am Badischen Staatstheater Karlsruhe
- 2010 „Der Kirschgarten“ von Anton Cechov am Badischen Staatstheater Karlsruhe
- 2011 „Herr Puntila und sein Knecht Matti“ von Bertolt Brecht am Schauspiel Bonn
- 2011 „Erdbeben in London“ (DE) von Mike Bartlett am Schauspiel Bonn
- 2012 „Angerichtet“ (DE) nach dem Roman von Herman Koch in der Fassung von Lene Groesch am Theater Ingolstadt
- 2012 „Hamlet“ von William Shakespeare am Schauspiel Bonn
- 2015 „Was ihr wollt“ von William Shakespeare am Konzert Theater Bern
- 2015 „Tartuffe“ von Molière am Theater Ingolstadt
- 2016 „Der gute Mensch von Sezuan“ von Bertolt Brecht am Konzert Theater Bern
- 2016 „Endspiel“ von Samuel Beckett am Konzert Theater Bern
- 2017 „Bürgerwehr“ von Alan Ayckbourn am Theater Ingolstadt
- 2017 „Das letzte Band“ von Samuel Beckett am Konzert Theater Bern
- 2017 „Übergewicht, unwichtig: Unform“ von Werner Schwab am Theater Dortmund
- 2018 „Mondlicht“ (SE) von Harold Pinter am Konzert Theater Bern
- 2019 „König Ottokars Glück und Ende“ von Franz Grillparzer am Vorarlberger Landestheater
- 2019 „Julius Cäsar“ von William Shakespeare am Vorarlberger Landestheater
- 2020 „Network“ (SE) von Paddy Chayefsky am Konzert Theater Bern
- 2021 „Gespenster“ von Henrik Ibsen am Staatstheater Wiesbaden
- 2021 „Die Vögel“ von Aristophanes am Vorarlberger Landestheater
- 2021 „Bunbury“ von Oscar Wilde am Staatstheater Wiesbaden
- 2023 „The Black Rider: The casting of the magic bullets“ von Wilson/Waits/Burroughs am Vorarlberger Landestheater
- 2023 „Die Masken des Teufels“ (DE) von David Mamet am Staatstheater Wiesbaden
- 2024 „Das Fest des Lamms“ von Leonora Carrington am Vorarlberger Landestheater
- 2024 „Familie Schroffenstein“ von Heinrich von Kleist am Theater Freiburg

## Auszeichnungen
- Oberhausener Theaterpreis 1996 für „Die Räuber“
- Beste Inszenierung beim NRW Theatertreffen 2000 für „Die Verfolgung und Ermordung Jean Paul Marats Dargestellt Durch Die Schauspielgruppe Des Hospizes Zu Charenton Unter Anleitung Des Herrn De Sade“
- Oberhausener Theaterpreis 2008 für „Die Ratten“ von Gerhart Hauptmann
- Nominierung zum NESTROYPREIS Der Wiener Theaterpreis 2020 in der Kategorie Beste Bundesländer-Aufführung für „Cold Songs:Rom“ am Vorarlberger Landestheater